# Paul Siefert

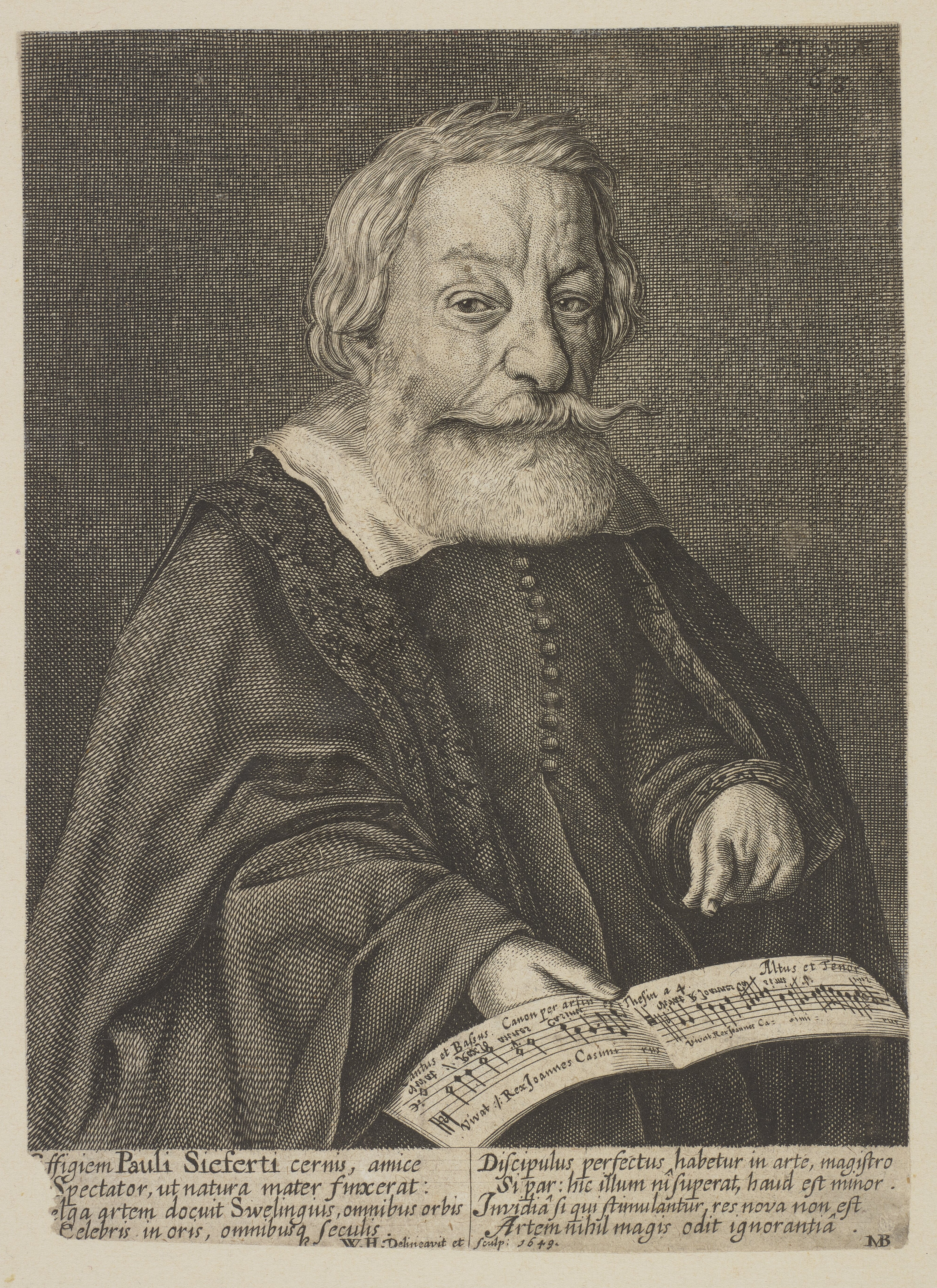
Paul Siefert

Paul Siefert (Danzig, gedoopt 18 juni 1586 — aldaar, 18 mei 1666) was een Duits componist en organist.

## Leven
Paul Siefert (ook Sibert, Sivert, Syfert of Paulus Syfertius) werd in 1586 in Danzig geboren. In de jaren 1607 en 1608 studeerde hij met een beurs van de stad Danzig bij Jan Pieterszoon Sweelinck in Amsterdam. Na zijn terugkeer werd hij tweede organist van de stad Danzig. Van 1611 tot 1616 was Siefert organist in Koningsbergen. Vervolgens werd hij organist aan het hof van Sigismund III van Polen in Warschau. Hier raakte hij in een hevige concurrentiestrijd verwikkeld met de kapelmeester Marco Scacchi. In 1623 werd hij ten slotte benoemd als organist van de Mariakerk in Danzig. Een bekende leerling van Siefert is Andreas Neunhaber (1603 -1663). 
In Sieferts muziek zijn zowel invloeden van de gangbare Italiaanse stijl als van zijn leermeester Sweelinck hoorbaar. Vooral zijn orgelwerken, die tot de Noord-Duitse Orgelschool gerekend worden, vertonen duidelijk Sweelincks invloed. Voor koor schreef Siefert twee bundels met vier- en vijfstemmige motetten over melodieën uit het Geneefs Psalter. Alleen al de keuze voor deze melodieën duidt op invloed van Sweelinck.

## Werken
Vocale muziek
- Psalmen Davids nach frz. Melodey oder Weise in Music componirt (Danzig 1640)
- Canticum seu Symbolum … Te Deum laudamus (Danzig 1642)
- Anticribratio musica ad avenam Scacchianam (Danzig 1645)
- Epithalamium … Regis Reginaeque Poloniae (Danzig 1646);
- Psalmorum Davidicorum, Ad Gallicam melodiam … pars II (Danzig 1651); (deze bundel bevat ook een instrumentale Canzon à 8)
- Melisma harmonicum in honorem … Consulis Gedanensis Friderici Eleri (Danzig 1647?); niet overgeleverd

Orgelmuziek:
- Variaties over „Puer natus in Bethlehem“
- Choralvariatie „Nun komm der Heiden Heiland“
- Paduane
- Fantasia
- „Benedicam Dominum“ (naar een motet van Orlando di Lasso)
- 13 Fantasieën (Auteurschap onzeker)

Theoretische werken:
- Anticribratio musica ad avenam Scacchianam (Danzig 1645)
- Examen musicum (Breslau 1649); niet overgeleverd

- Bibsys: 7033103
- Bibliothèque nationale de France: cb13899765h (data)
- Gemeinsame Normdatei: 119523108
- International Standard Name Identifier: 0000 0001 1055 2798
- Library of Congress Control Number: nr89002457
- Nationale Bibliotheek van Letland: 000284863
- MusicBrainz: 966f3c70-83f3-4c42-97a9-27fd19062415
- Nationale Bibliotheek van Israël: 987007288542805171
- Trove: 1592445
- Virtual International Authority File: 37103440
- WorldCat: E39PBJbM9YWKtMBJrDWMhv9bh3